# Spongiidae
Die Spongiidae sind eine Familie Schwämme der Hornkieselschwämme (Demospongiae) und leben ausschließlich im Meer. Die Familie wird in die Ordnung Dictyoceratida gestellt, deren kennzeichnendes Merkmal ein Skelett bestehend aus Spongin-Fasern ist.

## Merkmale
Die Spongiidae umfasst inkrustierende, massive becherförmige oder sich verzweigende Formen. Die Oberfläche ist typischerweise mit kleinen Höckern versehen. Das Sponginskelett besteht aus netzförmig angeordneten Sponginfasern. Diese können Detritus oder fremde Spicula eingeschlossen haben. Die Choanocytenkammern sind verhältnismäßig klein.

## Taxonomie und Systematik
Es werden sechs Gattungen zur Familie gestellt:
- Coscinoderma Carter, 1883
- Hippospongia Schulze, 1879
- Hyattella Lendenfeld, 1888
- Leiosella Lendenfeld, 1888
- Rhopaloeides Thompson, Murphy, Bergquist & Evans, 1987
- Spongia Linnaeus, 1759